# هارالد أموندسين
هارالد أموندسين (بالنرويجية البوكمول: Harald Amundsen)‏ هو راكب الكنو نرويجي، ولد في 30 نوفمبر 1962 في باروم في النرويج.

## وصلات خارجية
- هارالد أموندسين على موقع أوليمبيديا (الإنجليزية)